# Frasnay-Reugny
Frasnay-Reugny is een gemeente in het Franse departement Nièvre (regio Bourgogne-Franche-Comté) en telt 71 inwoners (2009). De plaats maakt deel uit van het arrondissement Nevers.

## Geografie
De oppervlakte van Frasnay-Reugny bedraagt dus 14,3 km², de bevolkingsdichtheid is 5,2 inwoners per km².
De onderstaande kaart toont de ligging van Frasnay-Reugny met de belangrijkste infrastructuur en aangrenzende gemeenten.

## Demografie
Onderstaande figuur toont het verloop van het inwonertal (bron: INSEE-tellingen).